# The Resistance
The Resistance (с англ. — «сопротивление») — пятый студийный альбом британской рок-группы Muse, выпущенный лейблом Warner 14 сентября 2009 года. Участники группы сами продюсировали этот альбом.
По словам вокалиста группы Мэттью Беллами, наибольшее влияние на тексты песен пятого альбома оказал роман Джорджа Оруэлла «1984».

## Предыстория
Разговоры о продолжении к вышедшему в 2006 году альбому Black Holes and Revelations начались ещё в 2007 году. В октябре журнал NME сообщил, что Muse планируют выпустить «электронный» альбом и что у группы «уже есть идеи для их пятого альбома». По окончании тура идеи и слухи стали циркулировать чаще — обсуждалось включение «15-минутного космического соло», отклонение от «обычного» формата альбома и возможная серия синглов; 22 мая 2008 NME сообщил, что группа начала писать песни для нового альбома, цитируя Мэттью Беллами: «Что выйдет, сейчас сказать невозможно».
К середине 2008 года стало очевидно, что Muse записали несколько треков. Несмотря на это, музыканты попросили поклонников не ожидать новый альбом слишком скоро. Говоря о ранее упомянутом «15-минутном космическом соло», Беллами сказал, что у них «есть новая песня в трех частях, больше симфония, чем привычная песня, над которой я работал много лет».
В 2009 году «лицо, близкое к Warner» сообщило, что Muse выпустит новый альбом в сентябре и вскоре после этого начнёт новый тур. В марте Беллами описал новый альбом как «симфонический альбом» и пошутил: «Мы будем звучать на Classic FM, знаете?». В апреле было подтверждено, что группа начнёт свой тур осенью с выступления на разогреве ирландской рок-группы U2 в Соединенных Штатах в сентябре.

## Релиз и синглы
2 июня 2009 года группа на своём веб-сайте объявила, что тур в поддержку нового альбома начнется 22 октября 2009 на Hartwall Arena в Финляндии, последний концерт 2009 года пройдет на туринском стадионе Pala Olimpico. 14 июля 2009 года было объявлено, что Muse будет выступать на церемонии награждения MTV Video Music Awards 13 сентября того же года. В результате ошибки, допущенной музыкальными магазинами Австралии и Франции, альбом появился в Интернете 8 сентября. Альбом вышел 15 сентября в США и Канаде, 14 сентября в Великобритании и 11 сентября в Италии, Германии и Австралии. С 10 сентября альбом доступен для прослушивания на официальном сайте английской газеты The Guardian, с 11 — на официальном сайте Muse.

Первый сингл с альбома — «Uprising» — вышел 7 сентября, а 17 сентября 2009 вышло видео на эту песню. Второй сингл — «Undisclosed Desires» — выходит 16 ноября. 3 ноября на официальном MySpace группы появился клип на «Undisclosed Desires».
22 февраля 2010 года вышел третий сингл с альбома — «Resistance». На нём был выпущен ремикс на эту песню, сделанный известным диджеем Tiesto. Четвёртый сингл с альбома — «Exogenesis: Symphony» — вышел в свет ограниченным тиражом к RECORD STORE DAY в США 19 апреля 2010 года и продавался только через официальный сайт группы.

## Тур
Muse начали новое двухгодичное турне в поддержку The Resistance с двух аншлагов в своём родном городе Тинмут, которые, однако, не были включены в официальную часть. Сам же тур начался с концерта, прошедшего 22 октября на Hartwall Arena, Хельсинки, Финляндия. Затем, объехав практически всю Западную Европу, группа дала несколько концертов на различных праздничных шоу в США. После рождественских каникул концерты переместились сначала в Японию, где второй раз за всю историю группы был сыгран кавер на песню «Can’t Take My Eyes Off Of You», а затем в Австралию — здесь проходил фестиваль Big Day Out. После чего тур плавно перебазировался в Северную Америку — США, Канада и Мексика, став самым длинным туром в данной части света для Muse. Затем музыканты взяли себе вполне заслуженный перерыв — после концерта 20 апреля в Мехико они появятся на сцене только 25 мая в Casion de Paris, а затем возьмут курс на летние европейские стадионы и фестивали, на большинство из которых билеты были распроданы практически тут же. Отыграв 21 августа в Lotnisko — Muzeum Lotnictwa на Coke Live Music Festival, Muse выйдут на сцену только 4 сентября в Манчестере — на 4, 10 и 11 сентября запланированы широкомасштабные шоу на территории Великобритании. А затем тур вновь вернется в Америку, где музыканты будут выступать с 22 сентября по 6 ноября. По неподтвержденным официальным сайтом пока что данным, с 20 ноября по 2 декабря группа даст концерты в Австралии. 

Появилась информация, что к летнему стадионному туру готовят несколько новых песен. В частности, стало известно о заказе Беллами двух новых гитар, в том числе, одной с двумя грифами. В интернете появились планы новой сцены для летнего тура, которая будет выполнена в виде гигантской пирамиды. На официальном сайте было запущено голосование для фанатов — необходимо выбрать несколько песен из практического полного списка всего репертуара группы, которые хотелось бы услышать на одном из летних концертов. Некоторые песни по итогам этого голосования обещано исполнить вживую. Так например, для французских концертов бесспорным лидерством обладает «I Belong To You», а для японских «Falling Away With You».

## Критика

Концерт в Берси, 17.11.09

Начиная с выпуска, «The Resistance» получил в общем хорошую оценку.
Allmusic назвал «Guiding Light», «United States of Eurasia» и «Exogenesis: Symphony» «записями фантастической красоты». На интервью с Sunday Times Дэн Кэрнс сказал, что «Muse сделали гениальный, блестящий и великолепный альбом».
Большая часть похвалы направлена на трехчастный «Exogenesis», для записи которого был привлечен симфонический оркестр. The Fly оценил «Exogenesis: Symphony» на 5 из 5, заявив, что «Exogenesis — полоса яркого света в соблазнительном, непоследовательном небе Resistance» и на 3.5 из 5 — остальную часть альбома.
Pitchfork дал альбому смешанный обзор, заявив, что песни были «продуктом желания сделать музыку большой и пафосной, включив хоровое пение». «Разбивающие рамки жанра амбиции, музыкальная и вокальная виртуозность принесут успех „The Resistance“».
Многие обзоры раскритиковали альбом за то, что, по их мнению, в нём недостаточно новизны, в некоторых случаях комментируя, что это карикатура на прогрессивный рок. Rolling Stone похвалил альбом как музыку, которая доказала, что Muse способны «создать на скорую руку всемогущий звук», но отклонила альбом в целом, как заимствующий многое от Queen.
Гитарист Queen Брайан Мэй похвалил звук альбома. «Я думаю, что они — очень хорошие парни и чрезвычайно талантливы». Он оценил «United States of Eurasia» как «блестящее произведение».

## Список композиций
Слова и музыка всех песен — Мэттью Беллами.
| №                   | Название                                           | Перевод                                              | Длительность |
| ------------------- | -------------------------------------------------- | ---------------------------------------------------- | ------------ |
| 1.                  | «Uprising»                                         | Восстание                                            | 5:03         |
| 2.                  | «Resistance»                                       | Сопротивление                                        | 5:46         |
| 3.                  | «Undisclosed Desires»                              | Нераскрытые желания                                  | 3:56         |
| 4.                  | «United States of Eurasia / Collateral Damage»     | Соединённые Штаты Евразии / Сопутствующий ущерб      | 5:47         |
| 5.                  | «Guiding Light»                                    | Путеводный свет                                      | 4:13         |
| 6.                  | «Unnatural Selection»                              | Неестественный отбор                                 | 6:54         |
| 7.                  | «MK Ultra»                                         | МК-Ультра                                            | 4:06         |
| 8.                  | «I Belong to You / Mon Cœur S’ouvre à ta Voix»     | Я принадлежу тебе / Твой голос открывает моё сердце  | 5:38         |
| 9.                  | «Exogenesis: Symphony Part I (Overture)»           | Экзогенез: Симфония часть I (Увертюра)               | 4:18         |
| 10.                 | «Exogenesis: Symphony Part II (Cross Pollination)» | Экзогенез: Симфония часть II (Перекрёстное опыление) | 3:56         |
| 11.                 | «Exogenesis: Symphony Part III (Redemption)»       | Экзогенез: Симфония часть III (Искупление)           | 4:37         |
| Общая длительность: | Общая длительность:                                | Общая длительность:                                  | 54:18        |

| №  | Название                       | Длительность |
| -- | ------------------------------ | ------------ |
| 1. | «The Making of The Resistance» | 43:53        |

## Участники записи альбома
Muse
- Мэттью Беллами — вокал, гитара, клавитара, клавишные, синтезатор, продюсер
- Крис Уолстенхолм — бас-гитара, бэк-вокал, продюсер
- Доминик Ховард — ударные, перкуссия, синтезатор, программирование, продюсер

Сессионные музыканты
- Энрико Габриелли — кларнет на «I Belong to You»
- Том Кирк — хлопки в ладоши и другие шумы на «Uprising»
- Edodea Ensemble, Audrey Riley и симфонический оркестр под управлением Edoardo de Angelis

Мастеринг
- Марк Стент, Тед Дженсен — мастеринг и микширование звука

Дополнительно
- Томассо Коллива — дополнительное производство, технические установки
- Пол Рив — дополнительное производство, хлопки в ладоши и другие шумы на «Uprising»
- Мэттью Грин — ассистирование мастеринга
- La Boca[23][24] — обложка альбома
- Дэнни Клинч — фотограф

## Чарты
| Чарт (2009)    | Максимальная позиция | Сертификация      |
| -------------- | -------------------- | ----------------- |
| Австралия      | 1                    | Платиновый        |
| Австрия        | 1                    | Платиновый        |
| Бельгия        | 1                    | Дважды платиновый |
| Канада         | 1                    | платина           |
| Финляндия      | 4                    | золото            |
| Германия       | 1                    | Дважды платиновый |
| Ирландия       | 1                    | платина           |
| Италия         | 1                    | Платиновый        |
| Мексика        | 2                    | золото            |
| Нидерланды     | 1                    | платина           |
| Новая Зеландия | 1                    | Золотой           |
| Норвегия       | 1                    | Платиновый        |
| Португалия     | 2                    | платина           |
| Италия         | 2                    | платина           |
| Швеция         | 8                    | платина           |
| Великобритания | 1                    | 3-х Платиновый    |
| США            | 3                    | 2-х платиновый    |

| Год  | Сингл                 | Максимальная позиция | Максимальная позиция | Максимальная позиция | Максимальная позиция | Максимальная позиция | Максимальная позиция | Максимальная позиция |
| Год  | Сингл                 | Англия               | Австралия            | Ирландия             | Новая Зеландия       | США (альтернатива)   | США (рок)            | США                  |
| ---- | --------------------- | -------------------- | -------------------- | -------------------- | -------------------- | -------------------- | -------------------- | -------------------- |
| 2009 | «Uprising»            | 9                    | 23                   | 11                   | 12                   | 1                    | 2                    | 37                   |
| 2009 | «Undisclosed Desires» | 49                   | 11                   | —                    | 12                   | 4                    | 7                    | —                    |
| 2010 | «Resistance»          | 38                   | 72                   | —                    | —                    | 1                    | 7                    | 114                  |